# Chu Mịch
Chu Mịch (phồn thể: 周覓, giản thể: 周觅, sinh ngày 19 tháng 4 năm 1986) là một ca sĩ, nhạc sĩ, MC, diễn viên người Trung Quốc, hiện đang hoạt động tại thị trường Trung Quốc dưới trướng một công ty giải trí của Hàn Quốc. Anh thường được biết đến với vai trò thành viên nhóm nhạc chuyên hát tiếng Quan Thoại Super Junior-M. Cùng với các thành viên Super Junior-M khác, anh đã xuất hiện trên tem thư của Trung Quốc năm 2008.

## Tiểu sử
Chu Mịch sinh ra ở Vũ Hán, tỉnh Hồ Bắc, Trung Quốc. Tiếng mẹ đẻ của anh là tiếng Quan thoại chuẩn, nhưng anh cũng có thể nói chuyện và trao đổi bằng tiếng Triều Tiên, hiểu và nói được tiếng Anh cơ bản và cả tiếng Quảng Đông.
Chu Mịch rất thích những thứ thuộc về thời trang. Anh đã nói rằng môn thể thao yêu thích của anh là "đi mua sắm". Anh cũng đùa bằng cách tự đặt cho mình một biệt danh là Gentleman MiMi theo nghệ danh của nữ ca sĩ nổi tiếng thế giới Lady Gaga.

## Trước khi ra mắt
Trước cả khi trở thành ca sĩ, Chu Mịch đã tự tạo được tên tuổi cho mình trong ngành giải trí Trung Quốc khi trở thành MC cho các chương trình âm nhạc và chương trình Truyền hình, và anh cũng đã giành chiến thắng trong nhiều cuộc thi về âm nhạc cũng như về dẫn chương trình.
Chu Mịch giành giải cao nhất tại SM UCC Star Audition dù anh không tham gia thi tuyển trực tiếp. Cuộc thi được tổ chức trực tuyến trong vòng 3 tháng từ 27 tháng 3 đến đầu tháng 6 năm 2007. Một người bạn Hàn Quốc của anh đã giúp anh tham gia cuộc thi ở trong hạng mục "Giới thiệu một người bạn", người đó đã tải lên một video quay lại cảnh hát của Chu Mịch. Khả năng hát tiếng Hàn trôi chảy đã khiến anh trở thành một trong những người được yêu thích nhất trong cộng đồng mạng và nhận được nhiều lời khen ngợi .
| Năm  | Cuộc thi                                                              | Kênh phát sóng        | Thắng giải                                                                       |
| ---- | --------------------------------------------------------------------- | --------------------- | -------------------------------------------------------------------------------- |
| 2002 | MTV-Pantene: Giọng ca mới                                             | MTV                   | Ca sĩ nam xuất sắc nhất (Toàn quốc)                                              |
| 2003 | Văn Khúc Tinh: Crazy for the Stars - Tìm kiếm ngôi sao đại diện       | Hồ Nam TV: Happy Camp | Ngôi sao năng động                                                               |
| 2003 | Nghệ sĩ mới tại Liên hoan âm nhạc châu Á, Thượng Hải                  |                       | Đứng thứ nhất (Khu vực Bắc Kinh) Nghệ sĩ mới (Phạm vi toàn quốc)                 |
| 2005 | MTV-Music Nation Idol Competition                                     | MTV                   | Đứng thứ nhất (Toàn quốc)                                                        |
| 2005 | MTV-Samsung School Campus lần 3: Cuộc thi hát về không khí trong lành | MTV                   | Đứng thứ 3 (Quảng Đông) Giải thưởng ca sĩ thần tượng hoàn vũ (Toàn quốc)         |
| 2005 | Converse School Campus Music Festival                                 |                       | Đứng thứ nhất (Toàn quốc)                                                        |
| 2005 | Warner Music: Singing Competition                                     |                       | Đứng thứ nhất (Toàn quốc)                                                        |
| 2005 | China Mobile: "Giọng ca cảm động rung chuyển lục địa"                 | CETV                  | Đứng thứ nhất (Trung Quốc) 2005 Giải nghệ sĩ mới (Trung Quốc)                    |
| 2005 | MTV-Olay: Tài năng trẻ                                                |                       | Đứng thứ nhất (Quảng Đông)                                                       |
| 2006 | CCTV Cuộc thi dẫn chương trình Challenging the Host                   | CCTV                  | Dừng tại vị trí 16 (Toàn quốc) (Bỏ dở cuộc thi để sang Hàn Quốc)                 |
| 2007 | S.M. UCC CONTEST Cuộc thi tìm kiếm tài năng "Explosive! category"     |                       | Đứng thứ nhất (Gây ấn tượng mạnh nhất trong hạng mục "Giới thiệu một người bạn") |

## Sự nghiệp

### Trước khi ra mắt
Trước cả khi trở thành ca sĩ, Chu Mịch đã tự tạo được tên tuổi cho mình trong ngành giải trí Trung Quốc khi trở thành MC cho các chương trình âm nhạc và chương trình Truyền hình, và anh cũng đã giành chiến thắng trong nhiều cuộc thi về âm nhạc cũng như về dẫn chương trình.
Chu Mịch giành giải cao nhất tại SM UCC Star Audition dù anh không tham gia thi tuyển trực tiếp. Cuộc thi được tổ chức trực tuyến trong vòng 3 tháng từ 27 tháng 3 đến đầu tháng 6 năm 2007. Một người bạn Hàn Quốc của anh đã giúp anh tham gia cuộc thi ở trong hạng mục "Giới thiệu một người bạn", người đó đã tải lên một video quay lại cảnh hát của Chu Mịch. Khả năng hát tiếng Hàn trôi chảy đã khiến anh trở thành một trong những người được yêu thích nhất trong cộng đồng mạng và nhận được nhiều lời khen ngợi .
| Năm  | Cuộc thi                                                              | Kênh phát sóng        | Thắng giải                                                                       |
| ---- | --------------------------------------------------------------------- | --------------------- | -------------------------------------------------------------------------------- |
| 2002 | MTV-Pantene: Giọng ca mới                                             | MTV                   | Ca sĩ nam xuất sắc nhất (Toàn quốc)                                              |
| 2003 | Văn Khúc Tinh: Crazy for the Stars - Tìm kiếm ngôi sao đại diện       | Hồ Nam TV: Happy Camp | Ngôi sao năng động                                                               |
| 2003 | Nghệ sĩ mới tại Liên hoan âm nhạc châu Á, Thượng Hải                  |                       | Đứng thứ nhất (Khu vực Bắc Kinh) Nghệ sĩ mới (Phạm vi toàn quốc)                 |
| 2005 | MTV-Music Nation Idol Competition                                     | MTV                   | Đứng thứ nhất (Toàn quốc)                                                        |
| 2005 | MTV-Samsung School Campus lần 3: Cuộc thi hát về không khí trong lành | MTV                   | Đứng thứ 3 (Quảng Đông) Giải thưởng ca sĩ thần tượng hoàn vũ (Toàn quốc)         |
| 2005 | Converse School Campus Music Festival                                 |                       | Đứng thứ nhất (Toàn quốc)                                                        |
| 2005 | Warner Music: Singing Competition                                     |                       | Đứng thứ nhất (Toàn quốc)                                                        |
| 2005 | China Mobile: "Giọng ca cảm động rung chuyển lục địa"                 | CETV                  | Đứng thứ nhất (Trung Quốc) 2005 Giải nghệ sĩ mới (Trung Quốc)                    |
| 2005 | MTV-Olay: Tài năng trẻ                                                |                       | Đứng thứ nhất (Quảng Đông)                                                       |
| 2006 | CCTV Cuộc thi dẫn chương trình Challenging the Host                   | CCTV                  | Dừng tại vị trí 16 (Toàn quốc) (Bỏ dở cuộc thi để sang Hàn Quốc)                 |
| 2007 | S.M. UCC CONTEST Cuộc thi tìm kiếm tài năng "Explosive! category"     |                       | Đứng thứ nhất (Gây ấn tượng mạnh nhất trong hạng mục "Giới thiệu một người bạn") |

### Super Junior-M
Ngoài vai trò là một trong những giọng ca chính của Super Junior-M, Chu Mịch còn là một nhạc sĩ. Anh đã tham gia công đoạn sáng tác cho album tiếng Trung đầu tiên của nhóm "迷 (Mê)" bằng việc viết lời tiếng Trung cho "愛你愛你 (Love Song)", "Marry U" và "渴望 (Khát vọng)". Vào năm 2009, anh tiếp tục viết lời cho "告白 (Cáo bạch)" và "愛情接力 (You & Me)" trong mini-album đầu tiên của Super Junior-M là Super Girl. Công việc đó vẫn được tiếp diễn trong mini album thứ hai vào năm 2011, 太完美 (Quá hoàn mĩ), Chu Mịch viết lời cho ca khúc "True Love". Ngoài ra, anh còn viết lời tiếng Trung cho ba ca khúc trong mini-album tiếng Trung đầu tiên của Kangta vào năm 2010. Năm 2012, anh có ca khúc solo đầu tiên là một bản Ballad có tên "不留纪念 (Goodbye)", là ca khúc nhạc phim cho Skip Beat! - bộ phim truyền hình Đài Loan được chuyển thể từ bộ truyện tranh Nhật Bản cùng tên, với sự tham gia diễn xuất của hai thành viên Super Junior-M khác là Siwon và Donghae.
Chu Mịch đã xuất hiện với vai trò khách mời cùng với các thành viên Super Junior-M khác trong bộ phim "Vũ đài tuổi trẻ" của Hàn Canh vào đầu năm 2009.
Chu Mịch được đóng vai phụ trong một bộ phim thần tượng của đài CCTV năm 2011, "Giai điệu thanh xuân". Hiện nay anh đang tham gia một dự án phim thần tượng khác, "爱情闯进门 (When Love Walked In)", được bấm máy từ đầu năm 2012, với một nghệ sĩ cùng công ty là Victoria Song của F(x).
Fan của Chu Mịch được gọi là "Honeys", (trong tiếng Trung là "Mitangs") do tên của anh (Mi) đồng âm với "Mi" trong "Mitangs".

### Xuất hiện trên các chương trình
Chu Mịch đã xuất hiện trên nhiều chương trình truyền hình và các sự kiện như:
- Bắc Kinh TV - 绝对现场/絕對現場 (Absolute field/Absolute site)
- Kênh Âm nhạc toàn cầu MTV - 天籟村 (Thiên lại thôn)
- Hồ Nam TV - 快樂大本營 (21世紀中學生英語報)
- 2004 Người phát ngôn cho Văn Khúc Tinh (文曲星)
- 2005 Khách mời cho concert tại Bắc Kinh của Vương Lực Hoành
- Người mẫu khách mời cho tạp chí NEWAY
- 2010 Dẫn chương trình cho cuộc thi "Nữ tiếp viên xinh đẹp" của hãng máy bay Phương Nam, tổ chức tại Quảng Châu.

Vài tháng trước khi Super Junior-M chính thức ra mắt, Chu Mịch đã dẫn chương trình cho buổi họp báo ra mắt album đầu tiên của ca sĩ cùng công ty là Trương Lực Doãn. Sự xuất hiện bất ngờ của anh đã gây nên nhiều vấn đề, mà chủ yếu là xoay quanh cuộc tranh cãi Super Junior "Only 13". Xem thêm tại Super Junior-M.

### Xuất hiện trên kênh truyền hình
| Năm  | Kênh phát sóng | Tiêu đề                                              | Vai diễn/vai trò                 | Ngôn ngữ         |
| ---- | -------------- | ---------------------------------------------------- | -------------------------------- | ---------------- |
| 2009 | CCTV           | Vũ đài tuổi trẻ (青春舞台)                           | Chu Mịch (Khách mời)             | Tiếng Quan Thoại |
| 2009 | SBS            | Star King                                            | Chu Mịch (Khách mời)             | Tiếng Hàn        |
| 2010 | SiTV           | Ấn tượng Hàn Quốc (韩国印象)                         | Dẫn chương trình (Khách mời/VIP) | Tiếng Quan Thoại |
| 2010 | GDTV           | Người đẹp hãng máy bay Phương Nam (南航空姐选秀2010) | Dẫn chương trình                 | Tiếng Quan Thoại |
| 2011 | CCTV           | Giai điệu thanh xuân (青春旋律)                      | Cao Đạt (高达)                   | Tiếng Quan Thoại |
| 2012 | GTV            | When Love Walked In (爱情闯进门)                     | Lê Thượng Lâm (黎尚林)           | Tiếng Quan Thoại |